# 龜紋圓魨
龜紋圓魨為輻鰭魚綱魨形目四齒魨亞目四齒魨科的其中一種，分布於西大西洋區，從美國羅德島至巴西東南方海域及半鹹水域，棲息深度可達48公尺，上部呈綠色，具有深色斑塊，白黃色腹面，體長可達38.8公分，棲息在沿岸有遮蔽的河口區、淺海域，受驚嚇時會躲入沙中，以貝類、腹足類等為食，具有毒性。

## 扩展阅读
維基物種上的相關：龜紋圓魨